# Головацький Богдан Юрійович
Богдан Юрійович Голова́цький (нар. 10 вересня 1943, Торчиновичі) — канадський живописець і громадський діяч українського походження; член торонтського відділу Асоціації діячів української культури, заступник голови дирекції Канадсько-української фундації, голова Української спілки образотворчих мистців Канади у 2002—2007 роках.

## Життєпис
Народився 10 вересня 1943 року в селі Торчиновичах (нині Самбірський район Львівської області, Україна). 1975 року закінчив Львівський інститут прикладного та декоративного мистецтва, де навчався на кафедрі художнього скла у Богдана Галицького. Дипломна робота — набір посуду зі скла для банкетної зали (керівник Сусанна Сміян, оцінка: відмінно).
Обіймав посаду головного художника, працював проєктантом ювелірних виробів на Львівському ювелірному заводі. 1980 виїхав до Канади, де зупинився в Торонто. Вивчав технічні засоби візантійського церковного мистецтва та іконографії.

## Творчість
Працює у галузях станкового і монументального живопису, станкової і книжкової графіки, іконопису. У творчому доробку олійні полотна та графічні роботи за сюжетами українських народних пісень, портрети, пейзажі. Серед робіт:
- живопис: «Юрій Змієборець» (1990, олія)[2], «Полукіпки» (1996), «Обливаний понеділок» (1996); портрети: «Портрет Дружини» (1996), «Друзі», «Три грації» (1997), «Подруги» (1997)[4];
- книжкова графіка: ілюстрації до книги «Володимир Великий» Мирослави Ласовської-Крук (Торонто, 1988)[5];
- іконопис: ікони до іконостаса церкви Івана Богослова в Сент-Кетерінс, сімнадцять престольних ікон для церкви святого Миколая в Торонто[4];
- монументальне мистецтво: розпис церкви Петра і Павла в Скарборо (Онтаріо)[2];

Брав учать мистецьких виставках у Канаді та Сполучених Штатах Америки. У кінці 2023 року, з нагоди 80-ліття художника, у галереї Канадсько-української мистецької фундації відбулася його персональна виставка, на якій були представлені живопис, ікони та графіка митця.
Роботи художника зберігаються в багатьох колекціях Північної Америки, Англії та України.